# Podistera
Podistera es un género  de plantas herbáceas perteneciente a la familia de las apiáceas.    Comprende 5 especies descritas y de estas, solo 3 aceptadas.

## Taxonomía
El género fue descrito por Sereno Watson y publicado en Proceedings of the American Academy of Arts and Sciences 22(2): 475. 1887. La especie tipo es: Podistera nevadensis (A. Gray) S. Watson

## Especies
A continuación se brinda un listado de las especies del género Podistera aceptadas hasta septiembre de 2012, ordenadas alfabéticamente. Para cada una se indica el nombre binomial seguido del autor, abreviado según las convenciones y usos.
- Podistera eastwoodiae (Rose ex Eastw.) Mathias & Constance
- Podistera macounii (J.M. Coult. & Rose) Mathias & Constance
- Podistera nevadensis (A. Gray) S. Watson